# Buddhista költészet

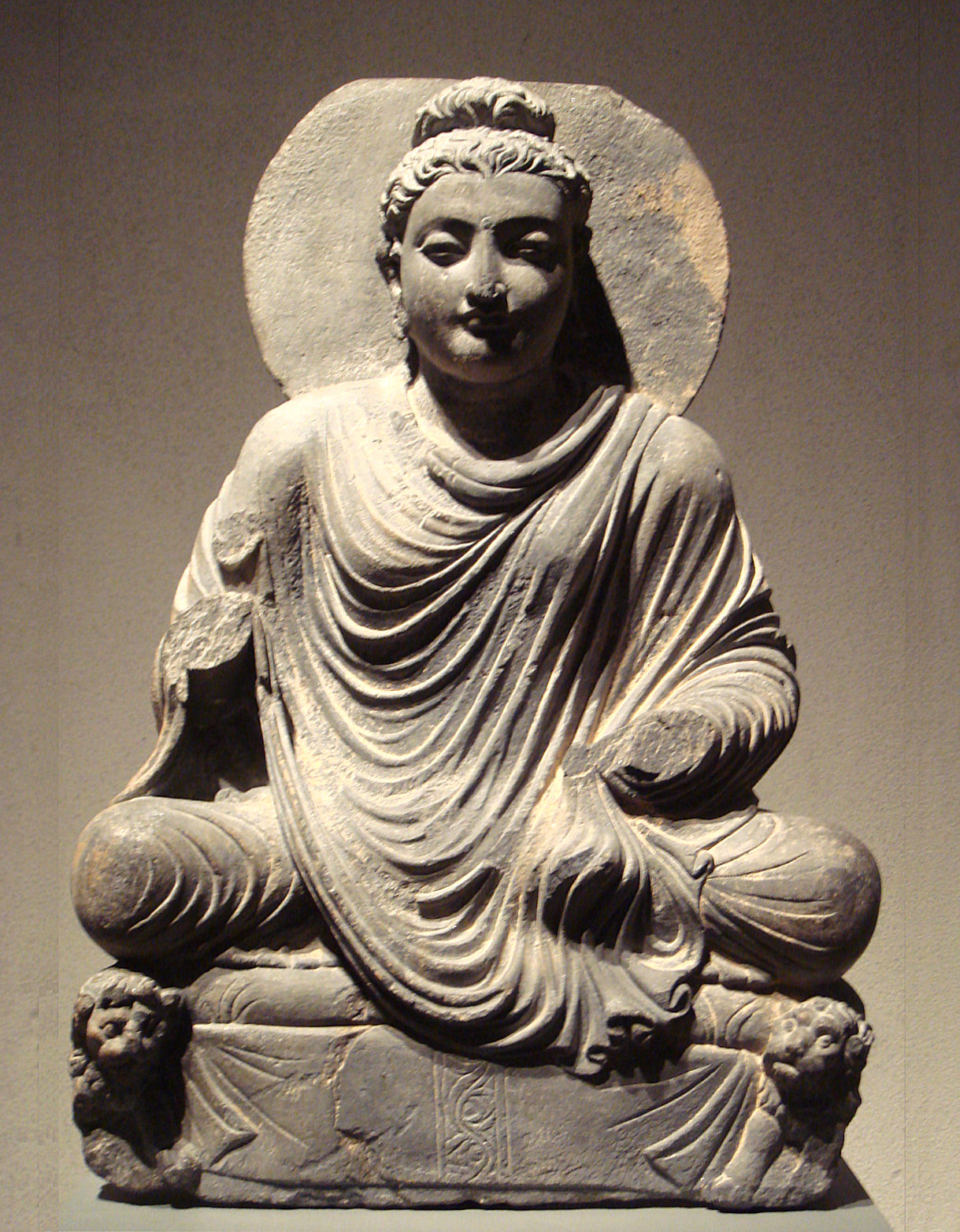
Ülő Buddha-szobor, Gandhára, 2. század. Miután lemondott a királyi koronáról és a családi életről, Gautama Sziddhártha a spirituális utat választotta és vándorszerzetesként a születés és a halál körforgásától való megszabadulás módját kereste és meg is találta egyik meditációja során és elérte a megvilágosodást.

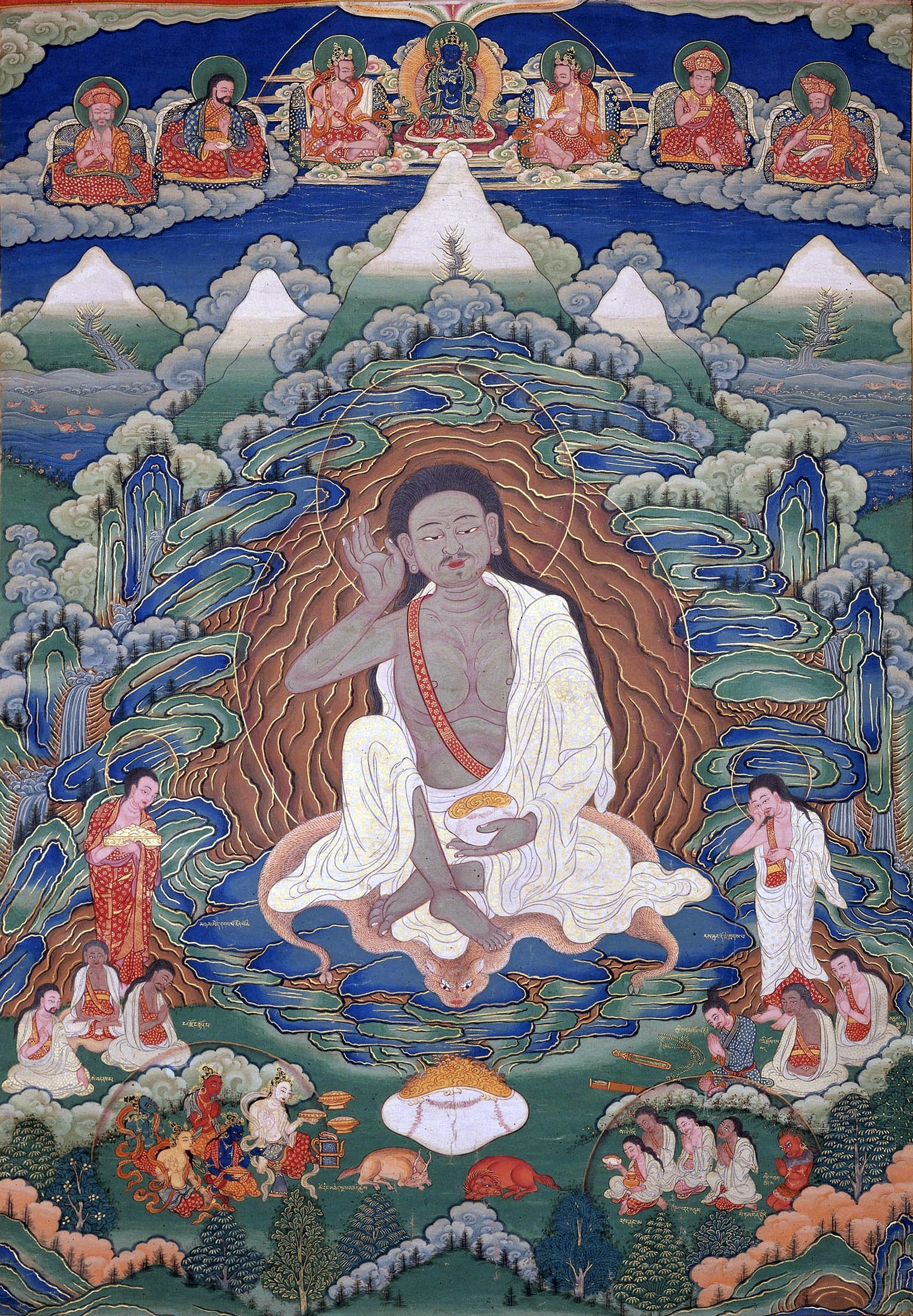
Milarepát (1052-1135) ábrázoló tibeti thangka. Milarepa költészetére valószínűleg az indiai tantrikus buddhista költészet volt nagy hatással, mint például Szaraha Mahásziddha ún. dohái (indiai időmértékes verselés).

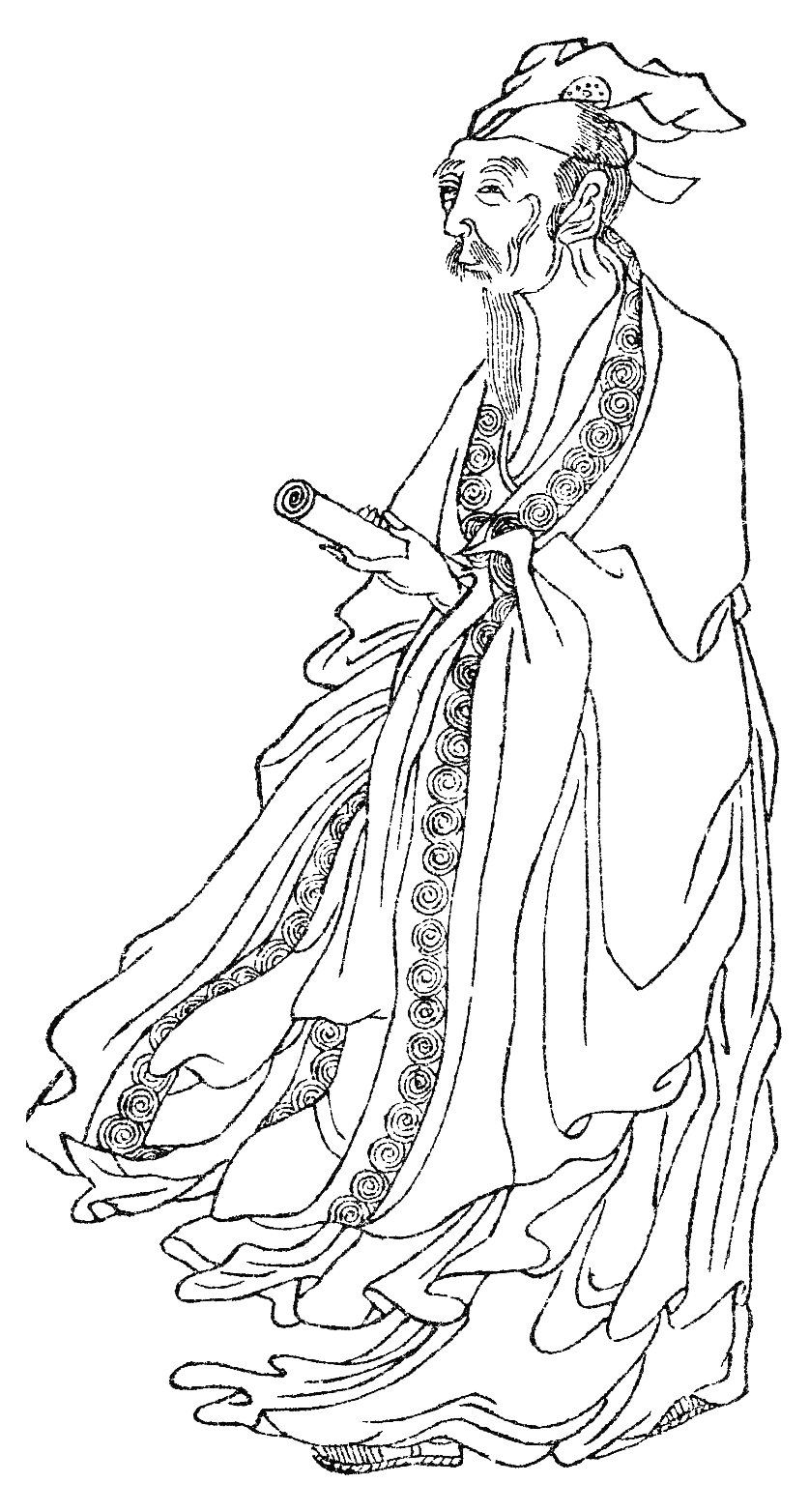
Po Csü-ji

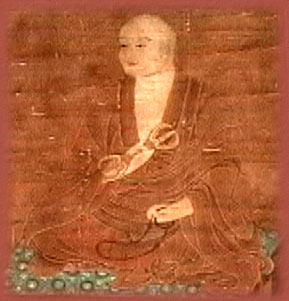
Kúkai (774-835), a japán singon buddhizmus alapítója és a híres irodalmi értekezés, a Bunkjó hifuron (文鏡秘府論, magyarul: Az irodalmi műveltség titkos hivataláról) szerzője.

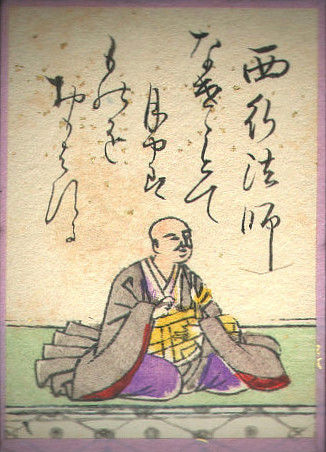
Szaigjó Hósi a Hjakunin Issu japán versantológiában.

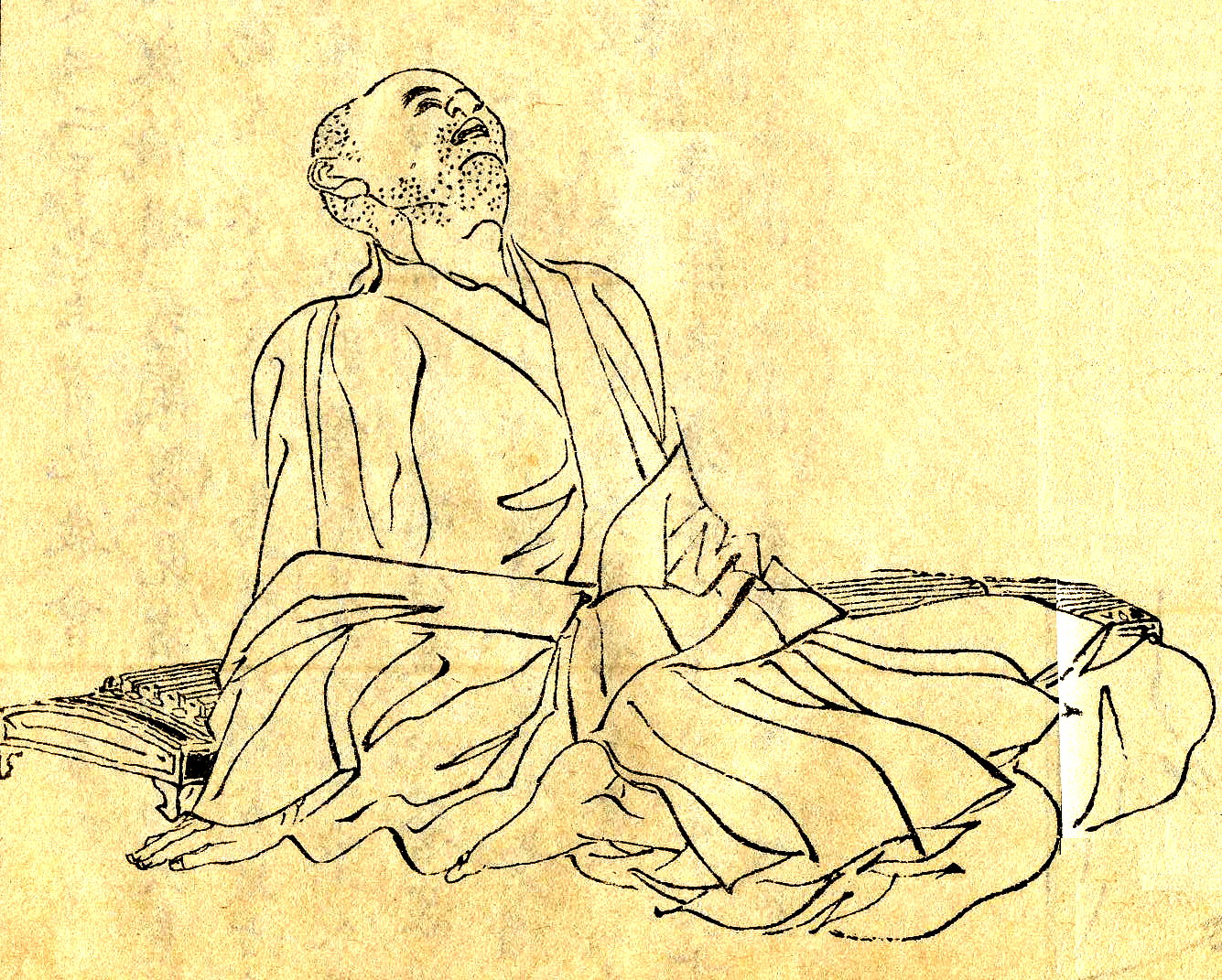
Kamo no Csómei Kikucsi Jószai rajzán.

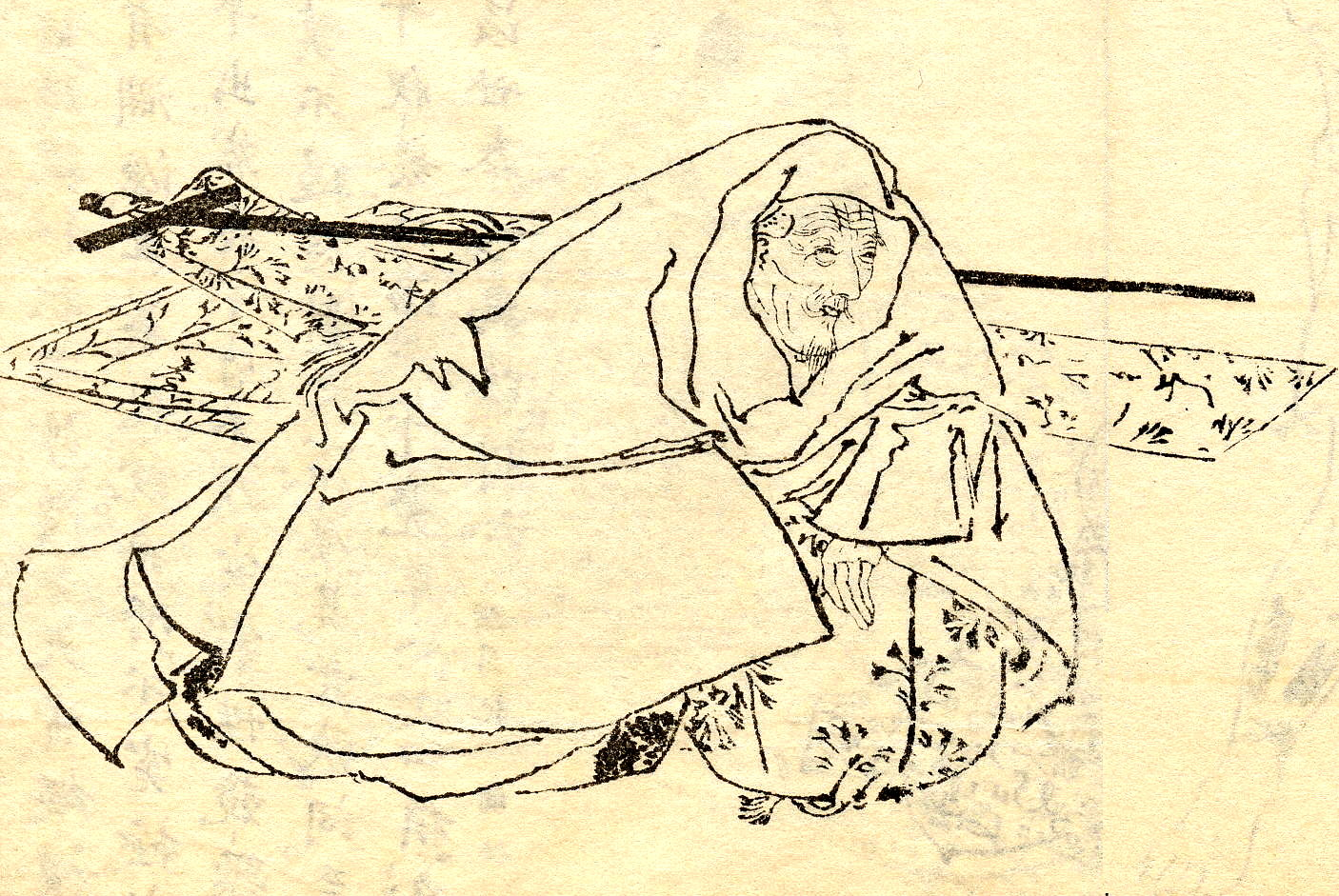
Sunzei utolsó napjaiban.

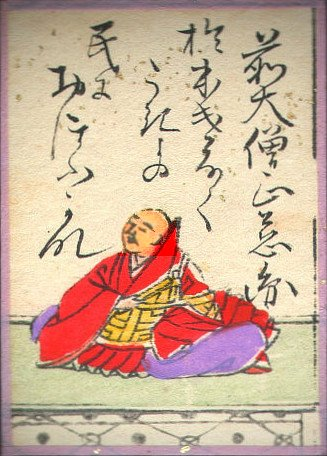
Dzsien, híres japán buddhista költő.

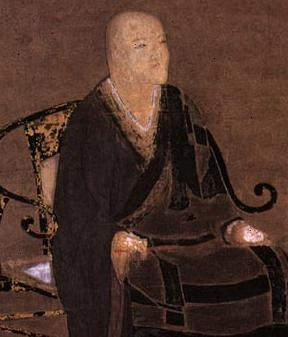
Dógen, a japán szótó zen iskola alapítója.

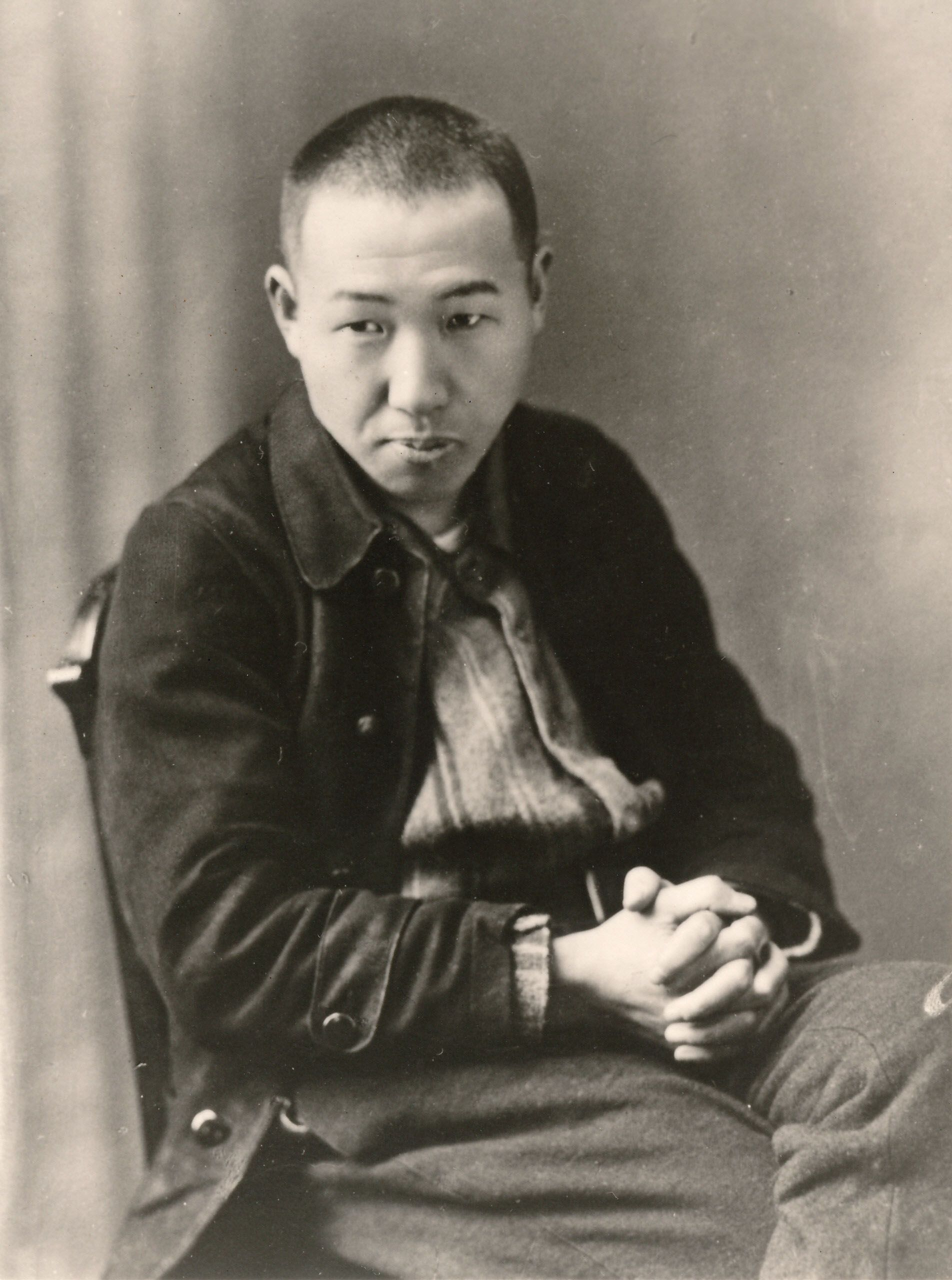
Mijazava Kendzsi (1896-1933), modern japán buddhista költő.

A buddhista költészet egy irodalmi műfaj a buddhista irodalmon belül.
A buddhista költészet legkorábbi darabjai például a Dhammapada versei, amelyek szerint Gautama Sziddhártha a megvilágosodását követően a következőket mondta:
Számtalan születésen át futottam, és kerestem, de

nem találtam az Építőt. Kín minden újjászületés.

Házépítő, megláttalak! Házad nem építed tovább!

Széttörtek a gerendáid, a tartó oszlopod ledőlt.

Megszűnt a Lét indítéka, a szívemből eltűnt a Szomj

(magyar fordítás: Vekerdi József, Dhammapada 153-154).
Hagyományosan a legtöbb buddhista szútra prózában íródott, amelyet azonban kiegészítenek versek (gatha), amelyek megismétlik és költeményben foglalják össze az előtte elhangzottakat. A gathák segítik a buddhista gyakorlókat, hogy könnyebben bevéssék tudatukba a tanításokat. Valójában a legkorábbi fennmaradt buddhista tanítások verses formájúak. Nem is meglepő, hogyha figyelembe vesszük azt a tényt, hogy a tanításokat sokáig le sem írták, csupán az emlékezetükben raktározták el. A nyelvészeti elemzések kimutatták, hogy a szútrák prózai részeit a későbbi szerkesztések során módosították, míg a költemények megőrizték a korábbi nyelvezetet.
A jelenlegi buddhológia tudományban úgy tartják, hogy még a szertartásos szövegek is irodalmi kompozíciók voltak. A buddhista szövegek tanulmányozása, főleg a buddhista költészeté, vitathatatlanul az irodalomtudomány részét képezi. Az osztályozás kedvéért kétfelé szokták osztani a buddhista költeményeket:
1. költemények, amelyeket magának Buddhának tulajdonítanak (szanszkrit: Buddha-vacsana), és
2. más buddhisták költeményei, amelyek nem szerepelnek a szútrákban.

Ez a szócikk ez utóbbiakkal foglalkozik.

## Buddhista költészet Ázsiában
Asvagósa tipikus buddhista költőnek számít, aki a költői zsenijét arra használta, hogy a különböző buddhista témákban írjon verseket, például Buddha életéről (Buddhacsarita – Buddha cselekedetei).
Buddhista költemények nem kizárólag páli és szanszkrit nyelven születtek. Gyakorlatilag minden olyan nyelven virágzott, amelyet a buddhisták beszéltek.
- Kiemelkedőnek számítanak a tibeti hagyományban Milarepa művei.[3]
- A kínai buddhizmus kifejezetten gazdag buddhista költészettel büszkélkedhet. Például Po Csü-ji költészetében[4] feszültség figyelhető meg a világi és a buddhista költői kifejezésmódok között. Sok buddhista vélte úgy, hogy a költészet ragaszkodást jelent, amit igyekeztek kerülni. Mindezt annak ellenére, hogy az általuk dicsőített szövegek hemzsegtek a költői formáktól. Po Csü-ji-nek tulajdonítják a kjógen kigo (狂言綺語, szó szerint: „rendezetlen szavak és felszépített nyelv”) kifejezés, amely az ő szemszögéből a költői kifejezésmód hasztalanságát jelentette a buddhista gyakorlatokkal szemben. Ennek a paradox helyzetnek talán a legsikeresebb feloldója Csiao Zsan (皎然; 730-799) kínai buddhista költő volt, aki azt javasolta, hogy úgy kell tekinteni a költészetre, mint a buddhista gyakorlat intellektuális eszközére.[5] A csan buddhizmus (kínai: csan, japán: zen) gazdag táptalajnak bizonyult a buddhista költészet számára. Összetett nyelvet alkottak, amelyben a közvetett utalás, a sugallás, a több értelműség, a paradoxon és a metafora voltak a kedvelt formák. A csan buddhisták úgy tartották, hogy nem lehet ugyan közönséges szavakkal elmagyarázni a megvilágosodást, a költészet különleges nyelvhasználata képes lehet abba az irányba mutatni. Ahogy Csüe-fan Huj-hung (1071–1128), csan szerzetes írta, „A tudat finomságait nem lehet szavakkal átadni, de láthatóak a szavakban”. A csan költészetben az olyan egyszerű képek, mint a hold, a felhők, a hajók, a visszatükröződések a vízen, a szilva és a lótusz, a bambusz és a fenyő összetett másodlagos jelentéseket kaptak.[6]

Jól szemlélteti a különleges buddhista metaforák használatát Han-san (Tang-kor) egyik költeménye:
我心如秋月

寒潭清皎洁

无物堪比拟

教我如何言

„Elmém, akár az őszi telihold,

Beragyogja tisztán a kék eget.

Ilyen pompás semmi nem lesz s nem volt.

Elmagyaráznám én, de nem lehet.”
- A koreai költők jellemzően klasszikus kínai nyelven írtak, alkottak.[8]
- A japán költők is klasszikus kínai nyelven járultak hozzá a buddhista költészethez (például a költőzseni Kúkai nagy hatással volt a későbbi generációkra)[9] Kúkaira pedig Dzsiao Ran Si si (詩式) című költeménye tett mély benyomást, amely szerepel is Kūkai költészetről szóló "magnum opus"-ában, a Bunkjó hifuron (文鏡秘府論 magyarul: Az irodalmi műveltség titkos hivataláról) című értekezésében.[10]

A középkori Japánban a buddhista költészet különleges státuszt kapott a vaka gyűjteményekben és saját műfajt teremtett.

## Japán buddhista költészet
1. A legkorábbi fennmaradt japán verseskötet a Manjósú (万葉集, magyarul szó szerint: "Tízezer levél gyűjteménye"), amelyben több költemény és előszó is említi Sákjamuni Buddhát (japán: Saka Nyorai 釋迦如来 /Gautama Sziddhártha tiszteletbeli elnevezése), buddhista templomokat (japán: tera 寺), illetve különféle szerzeteseket és apácákat.
2. A Nara városi Jakusidzsi templom kincsei között vannak olyan kő blokkok, amelyek a Nara-korból származnak. Formájuk Buddha "lábnyomát" formázza (japán: Busszokuszeki 佛足石) és tartalmaznak ősi írással (manjógana) írt költeményeket is, amelyeket a legősibb buddhista vakáknak (japán költemény) tartanak. Ezeket a költeményeket úgy nevezik, hogy busszokuszekika (仏足石歌). Íme, egy példa:
| Japán                                                                                                   | Magyar |
| miszodzsi amari futacu no katacsi jaszogusza to szodareru hito no fumisi atodokoro mare ni mo aru ka mo | Tényleg nem gyakori a láblenyomatai amerre ő volt akinek megvolt harminckét ismertetőjele és nyolcvan azonosító jegye |
| | |

Mindkét fentebb említett példa megegyezik abban, hogy nagy hangsúlyt fektetnek Buddha fizikai jellemzőire: Buddha "arany szája" a Manjosu című versben és "Buddha lábai" a kőfeliratokon Buddha testének és beszédének (szanszkrit: mahápurusa, szanszkrit: egy "nagy személy" [azonosítójelei]) tökéletességére vonatkoznak.
A Heian-korban a buddhista költeményeket verseskötetekbe rendezték (Császári antológiák (japán: csokuszensú 勅選集), melyek közül a legelső a Súi Vakasú ("Tallózási gyűjtemények") volt, amely 1005 és 1007 környéke között íródott.
Az első buddhista antológia, amely a buddhista tankát külön műfajként kezelte, pl. a sakkjóka （magyarul: "Sákjamuni tanításának költeményei": 釈教歌）, a Szenzai Vakasú (千載和歌集, "Ezer év gyűjteménye"), amelynek egyik részét buddhista költeményeknek szentelték (19. kötet - 第十九巻).
A leghíresebb költők közé tartozik Szaigjó Hósi, Dzsakuren, Kamo no Csómei, Fudzsivara no Tosinari, Dzsien, Nóin, Dógen és Ton'a stb. Az ún. harminchat költőgéniusz közül sokan írtak buddhista költeményeket.
A sakkjókát a következő motívumokra lehet felosztani:
1. Buddhák és bodhiszattvák,
2. Neves papok / apácák,
3. Részlet egy szútrából,
4. A buddhista kánonhoz tartozó szövegmagyarázat egy részlete,
5. Buddhista tapasztalások (meditációs / vallásos);
6. Mentális állapotok, például csalódás, szenvedély, harag stb., amelyek fontosak a buddhista irodalomban,
7. Vallásos cselekedetek,
8. Templomokkal és szentélyekkel kapcsolatos témák,
9. A természet buddhista nézetei,
10. Buddhista témákra utaló természeti jelenségek (pl. virágzás elmúlása)[14]

Ezek a motívumok nem kizárólagosak és gyakran egymással ötvözve fordulnak elő egy adott költeményben.
Az egyik legismertebb japán tanka gyűjtemény a Kamakura-korból a Hjakunin Issu, amely több sakkjókát tartalmaz, például a 95., amelyet Dzsien írt:
| おほけなく うき世の民に おほふかな わがたつそまに 墨染の袖 | Bár méltatlan vagyok Ráborítom fekete szerzetesi ruhám Erre a szenvedő világra Miközben itt élek A Fa-hegyen |

Később, ahogy a tanka stílust felváltotta a renga és a haiku, olyan híres költők, mint a Muromacsi-kor "hét renga méltósága", (japán: renga sicsiken 連歌七賢). Szógi, majd később, többek között Macuo Basó, Kobajasi Issza vitte tovább a buddhista költészet hagyományát az alkotásaikkal.
菊の香や

奈良には古き

仏達

Kiku no ka ja

Nara ni va furuki

Hotoketacsi

Nara városában

Krizantémok illata

Hajdani buddhák.

Basó
Az ősi fővárossal, Narával kapcsolatos nosztalgia érzése – a krizantémok illata (a japán monarchia szimbóluma) és a régi Buddha-szobrok – ebben a haikuban jól visszaadja a japán esztétika ideáljait. Annak ellenére, hogy ez a három sor elsőre majdnem prózai minőségűnek tűnik, a képvilága mégsem nevezhető egyszerűnek.

## A buddhista költészet és a modernitás
Ahogy Japán belépett az iparosodott modernitás korába, a Meidzsi-kor több költője is kedvet kapott ahhoz, hogy az európai költészeti stílusokkal próbálkozzon. Egyes költők, például Mijazava Kendzsi – elkötelezett buddhista, aki költészetben és prózában egyaránt kifejezte vallásosságát – gyakran írt buddhista felhangú verseket. Ame ni mo Makezu (雨ニモマケズ, magyar fordítása: Ne győzzön le az eső) című költeményét gyakorlatilag minden mai japán ember ismeri. Mijazava Kendzsi imádta a Lótusz szútrát 妙法蓮華經, amely megjelenik Békés és örömteli tettek (14. fejezet, japán: Anrakugyō 安楽行) című művében.
Vanikavi Dr. Manomohan Acsarja, modern indiai költő egyszerű nyelvezettel írt szanszkrit nyelven, lírai formában Buddháról (Sri Gautama Buddha Panchakam).

## Bibliográfia
- J. Breen and M. Teeuwen. Shinto in History : Ways of the Kami. Honolulu: University of Hawaii Press, 2000. ISBN 978-0-7007-1170-3
- G.C.C. Chang, ford. és Milarepa, The Hundred Thousand Songs of Milarepa. Kessinger Publishing, 2006. ISBN 978-1-4254-8688-4
- E. Cranston. A Waka Anthology. Stanford University Press, 1998. ISBN 978-0-8047-3157-7
- W.T. De Bary et al. Sources of Japanese Tradition. 2. kiadás. Vol.1: "From earliest times to 1600." NY: Columbia Univ. Press. 2001 ISBN 978-0-231-12139-2
- M. Gibson and H. Murakami. Tantric Poetry of Kukai (Kobo Daishi), Japan's Buddhist Saint : With Excerpts from the Mahavairocana Sutra and I-Hsing's Commentary of the Sutra. Fredonia, N.Y.: White Pine Press, 2008. ISBN 978-0-934834-67-4
- K. Ishihara 石原清志. Shakkyōka no kenkyū : Hachidaishū o chūshin to shite. 釈教歌の研究 : 八代集を中心として Kyōto : Dōhōsha Shuppan 同朋舎出版, 1980. LCCN: 82-805787 (Webcat: BN01638497; Worldcat OCLC: 16319140)
- E.H. Johnston, szerk. és Asvaghosa. The Buddhacarita or Acts of the Buddha. New Delhi: Motilal Banarsidass Pub, Bilingual ed. 1998. ISBN 978-81-208-1279-6
- J. Konishi és E. Miner. A History of Japanese Literature. Vol. 1. Princeton, N.J.: Princeton University Press, 1984. ISBN 978-0-691-06592-2
- T. Kubo és A. Yuyama (ford.) The Lotus Sutra. átnézett 2. kiadás. Berkeley, Calif. : Numata Center for Buddhist Translation and Research, 2007. fordítás kínai nyelvről (Kumáradzsíva). ISBN 978-1-886439-39-9
- W.R. LaFleur. The Karma of Words : Buddhism and the Literary Arts in Medieval Japan. Berkeley: University of California Press, 1983. ISBN 978-0-520-05622-0
- D.E. Mills. "The Buddha's Footprint Stone Poems." Journal of the American Oriental Society, Vol. 80, No. 3 (1960. július-szeptember), 229–242. o.
- J.S. Mostow. Pictures of the Heart : The Hyakunin-Isshu in Word and Image. Honolulu, Hawai'i: Univ. of Hawai'i Press, 1996. ISBN 978-0-8248-1705-3
- W.H. Nienhauser Jr. The Indiana Companion to Traditional Chinese Literature. Vol. 1. Indiana University Press, 1985. ISBN 978-0-253-32983-7
- R. Pandey. Writing and Renunciation in Medieval Japan : The Works of the Poet-Priest Kamo No Chomei. Michigan Monograph Series in Japanese Studies. Ann Arbor, MI: Center for Japanese Studies, University of Michigan, 1998. ISBN 978-0-939512-86-7
- N. Sakaki. Inch by Inch: 45 Haiku by Issa. Albuquerque: La Alameda Press, 1999 ISBN 978-1-888809-13-8
- E.U. Ramirez-Christensen and Shinkei. Heart's Flower : The Life and Poetry of Shinkei. Stanford, Calif.: Stanford University Press, 1994. ISBN 978-0-8047-2253-7
- B. Watson, tr. Po Chü-i : selected poems. New York : Columbia University Press, 2000. ISBN 978-0-231-11839-2
- B. Watson, "Buddhism in the Poetry of Po Chü-I." Eastern Buddhist 21, no. 1 (1988): 1-22.
- Egan, Charles, and Charles Chu. "Clouds Thick, Whereabouts Unknown : Poems by Zen Monks of China." New York: Columbia University Press, 2010. ISBN 978-0-231-15038-5